# Hundsjön (Hjälmseryds socken, Småland)
Hundsjön är en sjö i Sävsjö kommun i Småland och ingår i Lagans huvudavrinningsområde. Sjön är 7,4 meter djup, har en yta på 0,218 kvadratkilometer och är belägen 213 meter över havet.

## Delavrinningsområde
Hundsjön ingår i det delavrinningsområde (634527-142392) som SMHI kallar för Utloppet av Svinasjön. Avrinningsområdets medelhöjd är 222 meter över havet och ytan är 8,59 kvadratkilometer. Det finns inga delavrinningsområden uppströms utan avrinningsområdet är högsta punkten. Vattendraget som avvattnar avrinningsområdet har biflödesordning 4, vilket innebär att vattnet flödar genom totalt 4 vattendrag innan det når havet efter 223 kilometer. Delavrinningsområdet består mestadels av skog (64 procent). Avrinningsområdet har 1,33 kvadratkilometer vattenytor vilket ger det en sjöprocent på 15,5 procent.